# Shimotsuki
Le destroyer Shimotsuki ou Shimozuki (霜月) est l'un des destroyers de la classe Akizuki en service dans la marine impériale japonaise. Son nom signifie Lune des gelées en référence à la 11e lune du calendrier lunaire japonais, soit le mois de novembre (mois des gelées ou du givre).

## Historique
Ce navire est construit par Mitsubishi au chantier naval Mitsubishi à Nagasaki au Japon. Lancé le 7 avril 1943, il intègre le service actif le 31 mars 1944.
Le 19 juin 1944, il participe à la bataille de la mer des Philippines.
Il est toujours aux Philippines le 25 octobre 1944, au sein de la « Force Mobile » du vice-amiral Jisaburō Ozawa lors de la 2e bataille de la mer des Philippines. Il participe ensuite à la bataille du cap Engaño.
Le 25 novembre 1944, le Shimotsuki est torpillé et coulé par le sous-marin USS Cavalla à 410 km à l'est-nord-est des îles Anambas (2° 21′ N, 107° 20′ E), entraînant la perte de la plus grande partie de l'équipage.

## Officiers commandant
- Officier en chef de l'équipement - Lt. Cmdr. Henji Hatano - du 5 mars 1944 au 31 mars 1944
- Lt.-Cmdr./Cmdr./Capt. Kenji Hatano - du 31 mars 1944 au 25 novembre 1944 (mort au combat, promu commandant le 15 octobre 1944, promu capitaine post mortem).

## Source
- (en) Cet article est partiellement ou en totalité issu de l’article de Wikipédia en anglais intitulé « Japanese destroyer Shimotsuki » (voir la liste des auteurs).